# Matthias Quad
Matthias Quad (Deventer 1557 - Eppingen 1613) fou un mestre, escriptor, cartògraf i gravador que va ser actiu principalment a Alemanya.
Mat(t)hias (o Matthis) Quad, de vegades anomenat von Kinckelbach, va néixer el 1557 a Deventer, a la Senyoria d'Overijssel (part de les Províncies Unides) aleshores un important centre d'impressió de llibres, fill d'una nissaga noble de Renània. Qua tenia deu anys, la seva família es va establir a Wickratberg (avui un nucli de Mönchengladbach). En acabar la seva escolarització a Heidelberg i Neuhausen, va deixar el Palatinat. Va viatjar, però no se'n sap gaire més. Va tornar a Deventer com aprenent de l'orfebre Hendrik Friesen. Després va aprendre al taller del gravador de mapes de Van Doetechem i possiblement també amb Hendrick Goltzius.

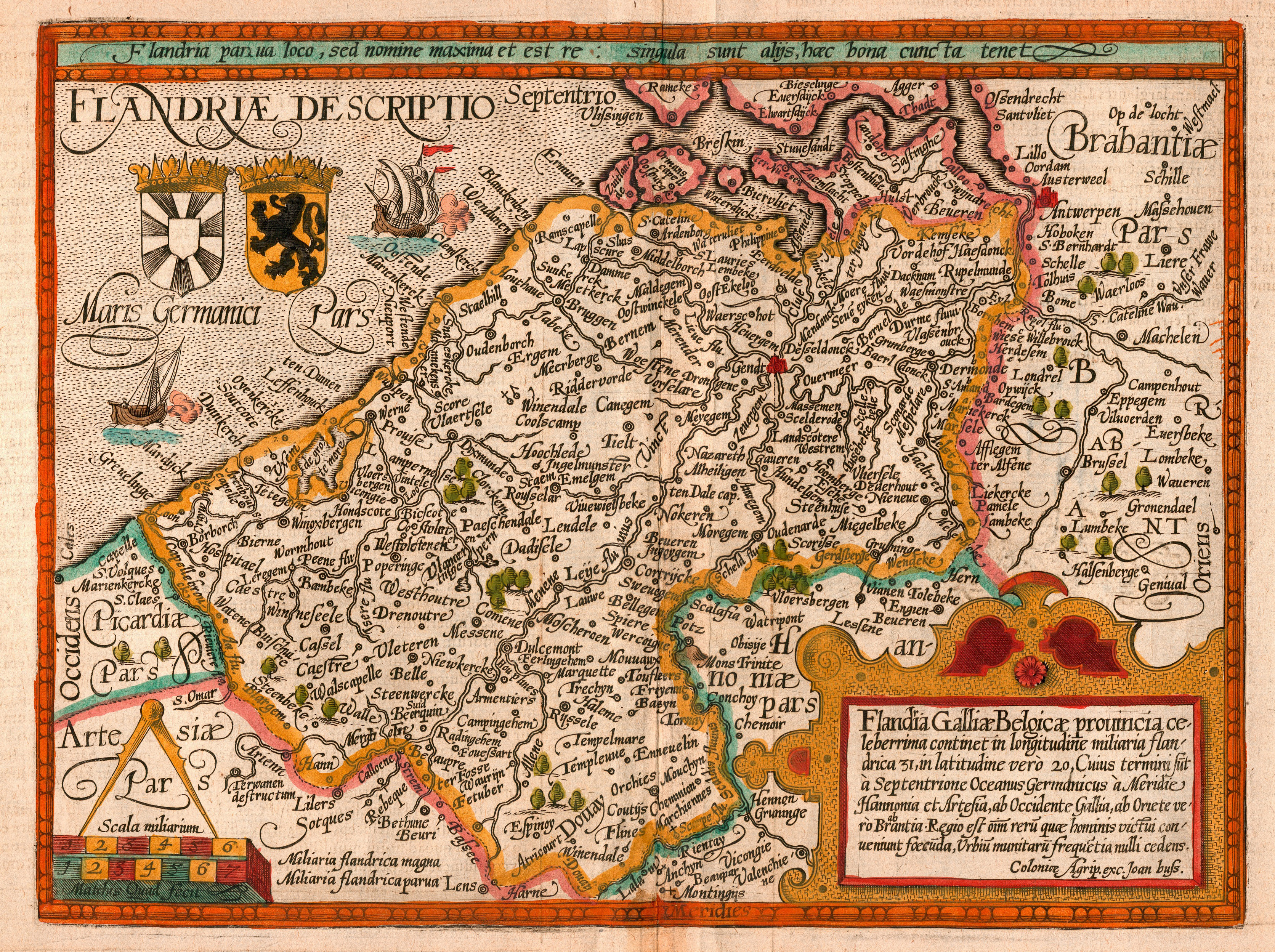
Mapa del comtat de Flandes l'any 1609 per Matthias Quad

El 1587 es va establir a Colònia on es va trobar amb cartògrafs i gravadors protestants que havien fugit la intolerància de la Inquisició i del govern espanyol als Països Baixos espanyols. El 1592 va publicar un atles d'Europa que amb els anys va desenvolupar per fer un atlès mundial, que l'editor Johann Bussemacher va publicar el 1600 amb el títol Geographisches Handbuch. El 1599 va ser condemnat a una multa per participar en trobades d'un grup protestant prohibit. Quan no va poder pagar, va haver deixar la ciutat l'octubre de 1604. Se'n va anar cap a Weinheim on va esdenir director de l'escola de llatí protestant. El 1612 va ser acomiat «per negligència» i va esdevenir mestre a l'escola protestant d'Eppingen.
Va ser molt influenciat per l'obra de Gerard Mercator, Abraham Ortelius i Gerard de Jode. A més feia dibuixos i engravats, entre d'altres un retrat de Paracelsus força conegut.